# Los Segalassos (Figuerola d'Orcau)
Els Segalassos, o los Segalassos, és un indret del terme municipal d'Isona i Conca Dellà, a cavall dels antics termes de Figuerola d'Orcau i d'Orcau, al Pallars Jussà.
El lloc és bastant lluny i al sud d'Orcau i molt a prop i al nord-oest de Figuerola d'Orcau. El riu d'Abella travessa pel mig aquesta partida. Al nord queda la partida de les Saladelles.